# 福岡県立高等学校 (旧制)
| 福岡県立高等学校（旧制） | 福岡県立高等学校（旧制）   |
| ------------------------ | -------------------------- |
| 創立                     | 1947年                     |
| 所在地                   | 戸畑市                     |
| 初代校長                 | 中尾 荘兵衛                |
| 廃止                     | 1951年                     |
| 後身校                   |                            |
| 同窓会                   | 旧制福岡県立高等学校同窓会 |

旧制福岡県立高等学校 （きゅうせいふくおかけんりつこうとうがっこう） は、1947年、福岡県戸畑市弘文町（現・北九州市八幡東区）に設立された公立の旧制高等学校。

## 概要
- 1947年3月に 「B級」 と判定された旧制福岡県立医学歯学専門学校医学科の在校生を救済する措置として設置された、いわゆる「戦後特設高等学校」である（A級B級判定については、旧制医学専門学校を参照）。
- 修業年限3年の高等科（理科のみ）を設置した。
- 医学科から転換した高校部門は新制大学に移行することなく、1951年3月に廃校となったが、旧制専門学校として存続した歯学科に関しては九州歯科大学となって現在に続いている。
- 多くの旧制高校では、1947年度入学生までを卒業させる対象とし、最後に入学した1948年度生を1年次修了で新制大学に進学させることが行われたのに対し、福岡県立高校は1948年度生が卒業するまで存続していた。これは旧制高等学校の廃止に伴う処置の中では例外的といえる[2]。他に同様の措置を採ったのは旧制山梨県立高校のみである。
- 学校の敷地は、福岡県立北九州視覚特別支援学校に引き継がれている[3]。

## 沿革
旧制福岡県立医学歯学専門学校 （以下、医歯専） は、1914年に歯科医師養成を目的に設立された私立九州歯科医学校が前身である。その後歯科医学専門学校となり、県立に移管されるが、第二次世界大戦末期に医師の速成を目的として医学科が併設されたため、福岡県立医学歯学専門学校に改称する。
しかし、戦後の1947年3月、設備不足のため、連合国軍最高司令官総司令部による審査では、大学への昇格が認められないB級判定を受ける。医歯専は判定を受けた直後に医学科を廃止し、旧来の歯学教育を重視した方針をとった。歯学科のみとなった医歯専は福岡県立歯科医学専門学校に改称したが、同時に高等学校令による高等学校を併設し、これに旧医学科の在籍者を転籍・収容することで彼らへの救済措置とした。以上が福岡県立高等学校の設立経緯である。
- 1944年4月 - 福岡県立歯学専門学校、医学科を併設。福岡県立医学歯学専門学校と改称
- 1945年9月 - 福岡県立医学歯学専門学校 医学科第1期生卒業
- 1947年
  - 3月31日 - 福岡県立医学歯学専門学校、B級判定を受けた医学科を廃止。福岡県立歯科医学専門学校に改称
  - 5月31日 - 福岡県立高等学校設置認可[4]。旧医学科の学生と新規募集で入学した生徒よりなる。
  - 8月 - 第1回入学式。
- 1948年4月15日 - 第2回入学式。設置が認可された5月31日を開学記念日に制定。
- 1949年4月1日 - 福岡県立歯科医学専門学校から昇格した新制の九州歯科大学が誕生。
- 1950年3月25日 - 第1期生が卒業。
- 1951年
  - 3月4日 - 第2期生が卒業。
  - 3月31日 - 同日限りでの廃止が5月1日付で認可される[5]。旧制の県立歯科医専も同様。

## 卒業生
多くの卒業生は新制大学の歯学部もしくは医学部に進学した。

## 関連書籍
- (旧制)福岡県立高等学校同窓会 編『(旧制)福岡県立高等学校卒業五十周年記念誌』、2000年